# Ruivós
Ruivós era una freguesia portuguesa del municipio de Sabugal, distrito de Guarda.

## Historia
Freguesia acusadamente rural y afectada, como tantas otras del interior del país, por un proceso de caída demográfica y envejecimiento de la población (tenía 264 habitantes en 1950), Ruivós fue suprimida el 28 de enero de 2013, en aplicación de una resolución de la Asamblea de la República portuguesa promulgada el 16 de enero de 2013 al unirse con las freguesias de Ruvina y Vale das Éguas, formando la nueva freguesia de Ruvina, Ruivós e Vale das Éguas.